# Parti de l'unité renouvelée des Roms de Hongrie
Le Parti de l'unité renouvelée des Roms de Hongrie (en hongrois : Megújult Magyarországi Roma Összefogás Párt, MMRÖP) est un parti politique hongrois, représentant la minorité rom. Membre observateur de l'Alliance libre européenne, il est dirigé par Marienka Tajnay.